# Grachan Moncur III
Pour les articles homonymes, voir Moncur.
Grachan Moncur III (né le 3 juin 1937 à New York (État de New York) et mort le 3 juin 2022 à Newark (New Jersey)) est un tromboniste et compositeur américain de jazz. 

## Biographie
Grachan Moncur III est le fils du bassiste de jazz Grachan Moncur II et le neveu du saxophoniste Al Cooper.

## Discographie

### Comme leader
- Evolution (en) (Blue Note, 1963)
- Some Other Stuff (Blue Note, 1964)
- New Africa (BYG Actuel, 1969)
- Aco Dei de Madrugada (One Morning I Waked Up Very Early) (BYG Actuel, 1969)
- Echoes of Prayer (JCOA, 1974)
- Shadows (Denon, 1977)
- Exploration (Capri, 2004)
- Inner Cry Blues (Lunar Module, 2007)

### Comme sideman
avec Marion Brown
- Juba-Lee (Fontana, 1966)
- Three for Shepp (Impulse!, 1967)

avec Dave Burrell
- Echo (BYG Actuel, 1969)
- La vie de bohême (BYG Actuel, 1970)

avec The Art Farmer/Benny Golson Jazztet:
- Here and Now (Mercury, 1962)
- Another Git Together (Mercury, 1962)

avec Benny Golson
- Pop + Jazz = Swing (Audio Fidelity, 1962)
- Stockholm Sojourn (Prestige, 1965)
- Just Jazz (Audio Fidelity, 1965)

avec Herbie Hancock
- My Point of View (Blue Note, 1963)

avec Beaver Harris
- Safe (Red, 1979)
- Beautiful Africa (Soul Note, 1979)
- Live at Nyon (Cadence Jazz, 1981)

avec Joe Henderson
- The Kicker (Milestone, 1967)

avec Khan Jamal
- Black Awareness (CIMP, 2005)

avec Frank Lowe
- Decision in Paradise (Soul Note, 1985)

avec Jackie McLean
- One Step Beyond (Blue Note, 1963)
- Destination Out (Blue Note, 1964)
- 'Bout Soul (Blue Note, 1967)
- Hipnosis (Blue Note, 1978)

avec Lee Morgan
- Lee Morgan (Blue Note, 1971)

avec Butch Morris
- In Touch... but out of Reach (Kharma, 1982)

avec Sunny Murray
- Hommage to Africa (BYG Actuel, 1969)

avec Sunny Murray, Khan Jamal and Romulus
- Change of the Century Orchestra (JAS, 1999)

avec Paris Reunion Band
- For Klook (Gazell, 1987)

avec William Parker
- In Order to Survive (Black Saint, 1995)

avec John Patton
- Soul Connection (Nilva, 1983)

avec The Reunion Legacy Band
- The Legacy (Early Bird, 1991)

avec Roswell Rudd et Archie Shepp
- Live in New York (Verve, 2001)

avec Archie Shepp
- Mama Too Tight (Impulse!, 1966)
- The Way Ahead (Impulse!, 1968)
- Poem for Malcolm (BYG Actuel, 1969)
- For Losers (Impulse!, 1970)
- Things Have Got to Change (Impulse!, 1971)
- Live at the Panafrican Festival (BYG Actuel, 1971)
- Life at the Donaueschingen Festival (MPS, 1972)
- Kwanza (Impulse!, 1974)
- Freedom (JMY, 1991)

avec Wayne Shorter
- The All-Seeing Eye (Blue Note, 1965)

avec Alan Silva
- Luna Surface (BYG Actuel, 1969)

avec Clifford Thornton
- Ketchaoua (BYG Actuel, 1969)

avec Chris White
- The Chris White Project (Muse, 1993)

 avec Cassandra Wilson
- Point of View (JMT, 1986)